# Henri de Lubac
Henri de Lubac właściwie Henri-Marie de Lubac (ur. 20 lutego 1896 w Cambrai, zm. 4 września 1991 w Paryżu) – francuski jezuita, kardynał. Należał do najbardziej poważanych teologów XX w. Jego prace i badania doktrynalne odegrały niebagatelną rolę w kształtowaniu postanowień Soboru watykańskiego II.

## Dzieciństwo i młodość
Urodzony w 1896 w Cambrai we Francji. W 1913 wstąpił do Towarzystwa Jezusowego, gdzie spotkał się z Teilhardem de Chardin. Jako żołnierz armii francuskiej uczestniczył w walkach na froncie w pierwszej wojnie światowej, podczas których został ranny, czego skutki – jak podaje jego późniejszy sekretarz J. Paramell – były powodem cierpienia przez całe życie. Po wojnie studiował literaturę i filozofię w Anglii oraz teologię w Lyonie, w dzielnicy Fourvière (wzniesienie górujące nad całym miastem, gdzie w XIX wieku zbudowano potężną bazylikę) w jezuickim domu studiów zwanym scholastykatem (później zamienionym w konserwatorium muzyczne). Tam spotkał się z nim przybyły na studia teologiczne Hans Urs von Balthasar. W latach 1920–1923 studiował filozofię w Maison Saint-Louis w Jersey, a następnie pracował w Gimnazjum Notre-Dame de Mongré à Villefranche, gdzie wcześniej uczęszczał Teilhard jako młody chłopak. Następnie do 1926 roku studiował teologię w Hastings w seminarium Orense w Ore Place.

## Działalność
22 sierpnia 1927 roku otrzymał święcenia kapłańskie. We wrześniu 1929 roku zastąpił ojca Alberta Valensina na stanowisku wykładowcy teologii fundamentalnej na Wydziale Teologicznym Uniwersytetu Katolickiego w Lyonie. Tam też rozpoczął wraz z J. Daniélou wydawanie serii Sources chrétiennes, która w 2006 świętowała wydanie pięćsetnego tomu. W czasie II wojny światowej działał w ruchu oporu, między innymi zakładając wraz z innymi jezuitami (P. Chaillet oraz G. Fessard) podziemne pismo „Témoignage chrétien”. W tym okresie „wypracował w sobie odważne nastawienie intelektualnego oraz duchowego przeciwstawiania się temu, co niezgodne z jego wiarą”. Napisał wtedy Le Drame de l’humanisme athée, a zaraz po wojnie jedną z najbardziej znanych swoich książek Surnaturel. Zaliczano go do przedstawicieli tzw. "nowej teologii" (podejrzewanej o związki z modernizmem). On sam uznał to za krzywdzące. Po opublikowaniu przez Piusa XII encykliki Humani generis był zmuszony zaprzestać nauczania. Wtedy poświęcił się analizie buddyzmu, napisał też m.in. Medytacje o Kościele, Na drogach Bożych i inne.
W 1960 Jan XXIII wezwał go do Rzymu jako członka teologicznej komisji przygotowującej Sobór watykański II, w którym aktywnie uczestniczył. W 1966 roku, podczas sympozjum zorganizowanego w Rzymie z okazji 70. rocznicy urodzin teologa, kard. Jean-Marie Lustiger powiedział, że bez wspólnego wkładu Henri de Lubaca oraz abpa Karola Wojtyły nie ukazałaby się konstytucja Gaudium et spes. W 1983 Jan Paweł II wyniósł go do godności kardynalskiej z tytułem diakona Santa Maria in Domnica. Maciej Biskup OP uważa, że można zauważyć renesans jego myśli, związany z następującą powoli reinterpretacją postanowień i rozstrzygnięć Soboru Watykańskiego II.

## Wybrane publikacje
- Katolicyzm: Społeczne aspekty dogmatu. Stokowska, Maria (przekład). Poznań: W Drodze, 2011, s. 368, seria: Alfa - Omega 27. ISBN 978-83-7033-791-9. Wydanie francuskie: Catholicisme: Les aspects sociaux du dogme, Paryż 1938.
- Corpus Mysticum: Essai sur L'Eucharistie et l’Église au moyen âge, Paryż 1944.
- Dramat humanizmu ateistycznego. Ziernicki, Arkadiusz (przekład). Kraków: Wydaw. WAM, 2004, s. 427. ISBN 83-7318-320-5. Wydanie francuskie: Drame de l'humanisme athée, Paryż 1944.
- Surnaturel: Études historiques, Paryż 1946.
- Aspekty buddyzmu. Ireneusz Kania (przekład). Kraków: ZNAK, 1995. Brak numerów stron w książce Wydanie franc.: Aspects du bouddhisme, Paryż 1951.
- Exégèse médiévale: Les quatres sens de l'écriture (2 cz. w 4 tomach), Paryż: Aubier, 1959.
- Le Mystere du surnaturel, 1965.
- Augustinisme et théologie moderne, Paryż, Aubier, 1965.
- Ateizm i sens człowieka. Olga Scherer (przekład). Paryż: Édition du Dialogue, 1969. Brak numerów stron w książce Wydanie francuskie.: Athéisme et sense de l'homme. Une double requête de "Gaudium et Spes", Paryż 1968.
- Kościoły partykularne w Kościele powszechnym. Spyra, Marek (przekład). Kraków: Wydaw. WAM, 2004, s. 221. ISBN 83-7318-364-7.  Wydanie francuskie: Églises particulières dans l'Église universelle, 1972.
- Pismo Święte w tradycji Kościoła. Łukowicz, Kazimierz (przekład). Kraków: Wydawnictwo WAM, 2008, s. 259. ISBN 978-83-7505-055-4. Wydanie franc. Écriture dans la tradition.
- O naturze i łasce, przeł. Janina Fenrychowa, Znak, Kraków 1986, ss. 208, ISBN 83-7006-010-2. Wyd. fanc.: Petite cathéchèse sur nature et grâce, Librairie Arthème Fayard, Paryż 1980.
- Entretien autour de Vatican II, France Catholique - Cerf, Paryż 1985.
- La foi chrétienne: Essai sur la structure du Symbole des apôtres, Paryż: Cerf, 2008.
- Mémoire sur l'occasion de mes écrits, Culture et vérité, Namur 1989.
- Paradoksy i Nowe paradoksy. Maria Rostworowska-Książek (przekład). Wydawnictwo WAM, 1995. Brak numerów stron w książce
- Najnowsze paradoksy. Ziernicki, Arkadiusz; Dybeł, Katarzyna (przekład). Wydawnictwo WAM, 2012, s. 181. ISBN 978-83-7505-871-0. Wydanie franc.: Autres paradoxes, Paryż : Culture et Vérité, 1994.